# Comuna Lespezi, Iași
Lespezi este o comună în județul Iași, Moldova, România, formată din satele Buda, Bursuc-Deal, Bursuc-Vale, Dumbrava, Heci și Lespezi (reședința).

## Așezare
Comuna se află în marginea nord-vestică a județului, la limita cu județul Suceava, pe malurile Siretului, acolo unde acesta primește apele afluentului său Sirețelul. Este străbătută de șoseaua județeană DJ208, care o leagă spre sud de Valea Seacă, Pașcani (unde se intersectează cu DN28A), Mogoșești-Siret, Stolniceni-Prăjescu, Hălăucești, Mircești și în județul Neamț de Săbăoani (unde se termină în DN2), și spre nord în județul Suceava de Dolhasca, Dolhești, Preutești și Fălticeni (unde se termină tot în DN2). Din acest drum, la Lespezi se ramifică șoseaua județeană DJ281, care duce spre est la Sirețel, Scobinți, Ceplenița, Cotnari, Belcești, Erbiceni și Podu Iloaiei (unde se termină în DN28). Tot din DJ208, la Lespezi se mai ramifică și șoseaua județeană DJ208N, care duce spre sud-est la Vânători și Todirești; iar la Heci se ramifică șoseaua județeană DJ208F, care duce spre vest la Tătăruși și mai departe în județul Suceava la Forăști. Prin comună trece și calea ferată Suceava-Roman, pe care este deservită de stația Lespezi.

## Demografie
Componența etnică a comunei Lespezi
     Români (84,11%)
     Ruși lipoveni (1,81%)
     Alte etnii (14,08%)
Componența confesională a comunei Lespezi
     Ortodocși (84,09%)
     Creștini de rit vechi (1,43%)
     Alte religii (0,55%)
     Necunoscută (13,93%)
Conform recensământului efectuat în 2021, populația comunei Lespezi se ridică la 4.701 locuitori, în scădere față de recensământul anterior din 2011, când fuseseră înregistrați 5.250 de locuitori. Majoritatea locuitorilor sunt români (84,11%), cu o minoritate de ruși lipoveni (1,81%). Din punct de vedere confesional, majoritatea locuitorilor sunt ortodocși (84,09%), cu o minoritate de creștini de rit vechi (1,43%), iar pentru 13,93% nu se cunoaște apartenența confesională.

## Politică și administrație
Comuna Lespezi este administrată de un primar și un consiliu local compus din 15 consilieri. Primarul, Alexandru-Lucian Marcu[*], de la Partidul Social Democrat, este în funcție din 1 noiembrie 2024. Începând cu alegerile locale din 2024, consiliul local are următoarea componență pe partide politice:
|  | Partid                          | Consilieri | Componența Consiliului | Componența Consiliului | Componența Consiliului | Componența Consiliului | Componența Consiliului | Componența Consiliului |
|  | ------------------------------- | ---------- | ---------------------- | ---------------------- | ---------------------- | ---------------------- | ---------------------- | ---------------------- |
|  | Partidul Social Democrat        | 6          |                        |                        |                        |                        |                        |                        |
|  | Partidul Național Liberal       | 4          |                        |                        |                        |                        |                        |                        |
|  | Alianța pentru Unirea Românilor | 3          |                        |                        |                        |                        |                        |                        |
|  | Uniunea Salvați România         | 2          |                        |                        |                        |                        |                        |                        |

## Istorie
La sfârșitul secolului al XIX-lea, comuna făcea parte din plasa Siretul de Sus a județului Suceava și era formată din satele Târgu Lespezi, Heciu, Hârtoapele, Bâdilița, Stolniceni, Slobozia, Sirețelu, Berezlogii-Cornu și Brăteni, având în total 6015 locuitori. În comună existau o școală de băieți, una de fete și cinci mixte având împreună 254 de elevi, precum și șapte biserici. Anuarul Socec din 1925 o consemnează ca reședință a plășii Lespezile a aceluiași județ, având 8000 de locuitori în satele Brăteni, Buda, Budeni, Bursucu, Gara Bădiliței, Hârtoapele, Heci, Lespezi, Țintirim și Diudiu. În 1931, satele comunei erau Buda, Bursuc, Diudiu, Fotin Enescu, Hârtoape, Heci, Lespezi, Sirețel și Țântirim, iar comuna făcea parte din județul Baia.
În 1950, comuna a trecut în administrarea raionului Pașcani din regiunea Iași, iar în 1964, satul Fotin Enescu și-a schimbat denumirea în Dumbrava. În 1968, comuna a trecut la județul Iași.

## Monumente istorice
Singurul obiectiv din comuna Lespezi inclus în lista monumentelor istorice din județul Iași ca monument de interes local este situl arheologic de la marginea de sud a satului Dumbrava, la confluența Sirețelul cu Siretul, pe malul drept al Sirețelului, sit ce cuprinde așezări din perioada Halstatt, secolele al II-lea–al III-lea e.n. (epoca romană), secolul al IV-lea e.n. (epoca daco-romană), secolele al VII-lea–al X-lea, secolele al XI-lea–al XII-lea (Evul Mediu Timpuriu), secolele al XIII-lea–al XIV-lea, secolul al XV-lea și secolele al XV-lea–al XVIII-lea.

## Personalități născute aici
- Florica Demion (1913 - 1962), actriță;
- Elisabeta Baciu (n. 1948), atletă.